# Ленић
Ленић (алб. Leniq) је насељено место у општини Тропоја у округу Кукеш, Албанија. Према попису из 1989. године било је 145 становника.
Ленић су једно од насеља племена Битићи.